# Ю Сікунь
Ю Сікунь (спрощ.: 游锡堃; кит. трад.: 游錫堃; піньїнь: Yóu Xíkūn; нар. 25 квітня 1948) — китайський політик, голова Виконавчого Юаня Республіки Китай у 2002—2005 роках.